# Комбат де Рейн

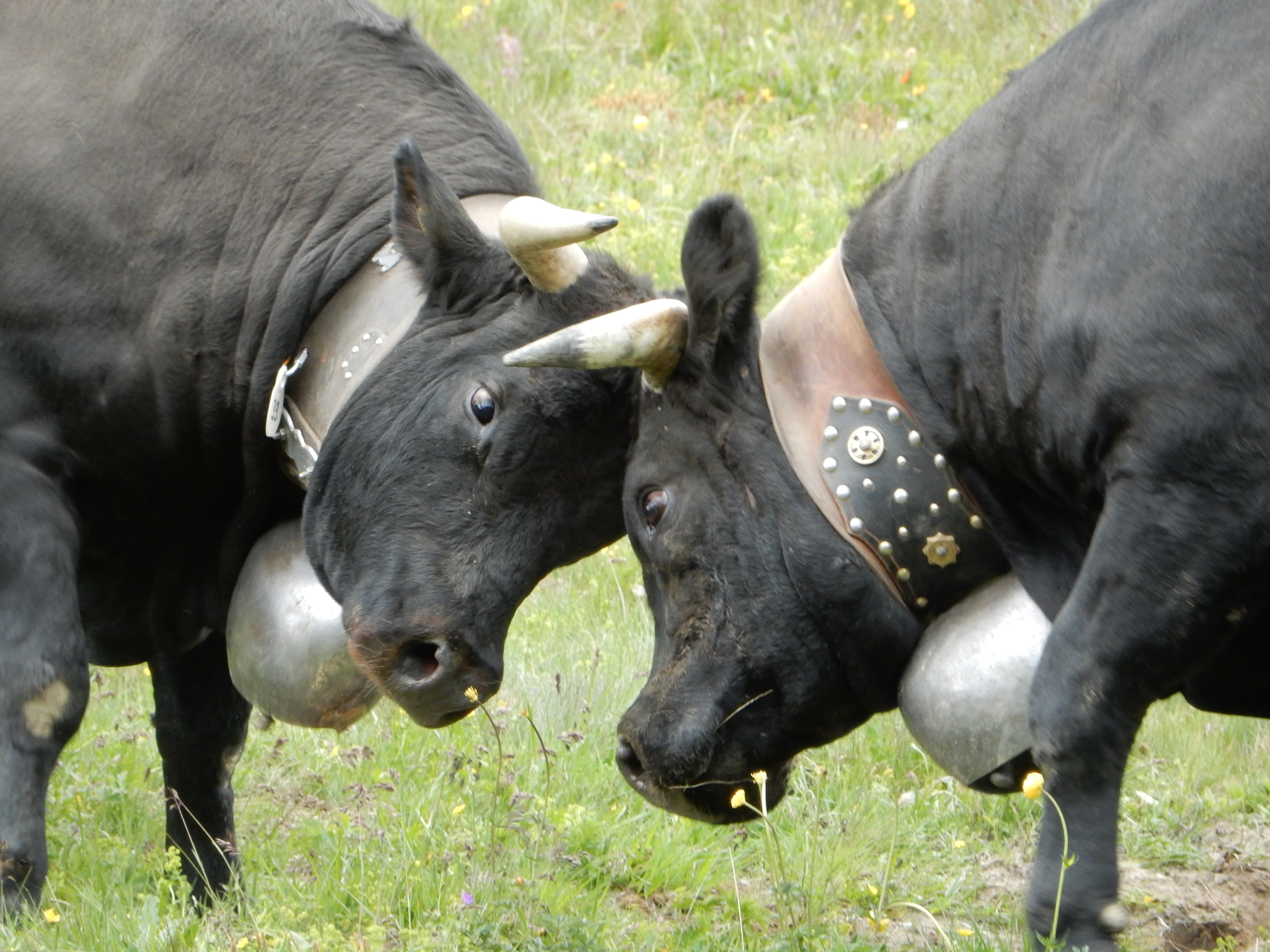
Коров'ячі бої у Весонназі

Комбат де Рейн або швейцарські коров'ячі бої (фр. Combat de Reines) — традиційна подія, що проводиться переважно у швейцарському кантоні Вале, під час якої одна корова бореться з іншою коровою (на відміну від кориди, під час якої люди борються з биками, часто до смерті). Щороку в швейцарському кантоні Вале проводиться серія коров'ячих боїв, відомих як combats de reines («королеві бої»), які почалися в 1920-х роках і збирали до 50 000 глядачів на рік. Переможець називається La Reine des Reines («королева королев») і різко зростає в ціні. Наприкінці року в Апрозі проходить гранд-фінал, де шість кращих із семи районів змагаються у шести вагових категоріях.
Корови природно б'ються, щоб визначити домінування в стаді, і це поведінка, яка використовується в коров'ячих бійках, використовуючи корів місцевої породи Херенс. З притупленими рогами, бої в основному полягають у штовханні корів. Будь-яка корова, яка відступає від бою, вибуває з нього, поки на рингу не залишиться одна корова. Іноді трапляється, що корови, які б'ються, взагалі відмовляються вступати в фізичний контакт одна з одною. Кожен бій може тривати до 40 хвилин.
Подібні події відбуваються в Савойї та Верхній Савойї, Франція, та в долині Аоста в Італії.

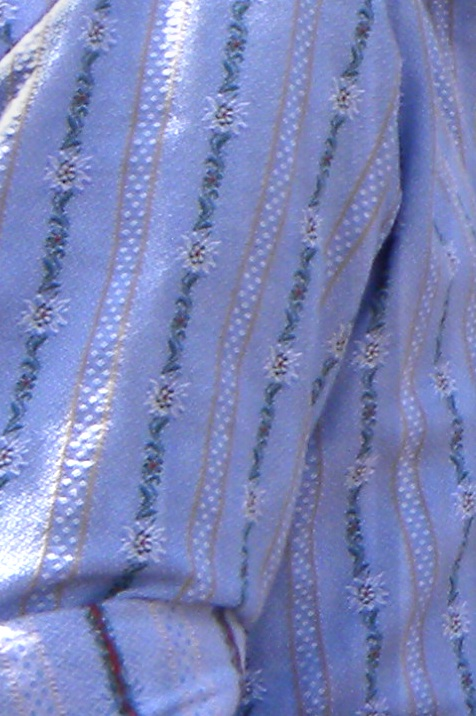
Традиційна брезентова сорочка скотаря. Сорочка Едельвейс.

З 1922 року в Вале протягом року організовуються народні бої: корів, класифікованих за категоріями (за вагою, віком і кількістю телят), потім доставляють у район бойових дій на рівнині або в горах. З різних гірських пасовищ і племінних ферм найкращі тварини, відзначені під час боїв, змагаються за омріяний титул «Кантональна королева».
Ця практика є однією з традицій, внесених до національного списку нематеріальної культурної спадщини Вале. Корова Еренс відіграє певну роль у формуванні ідентичності мешканців кантону Вале завдяки широкому висвітленню у ЗМІ та популярності цих боїв. Її образ використовується в комерційній та політичній рекламі, що не всім до смаку. У березні 2020 року Пошта Швейцарії навіть випустила спеціальну марку.

## Хід боїв

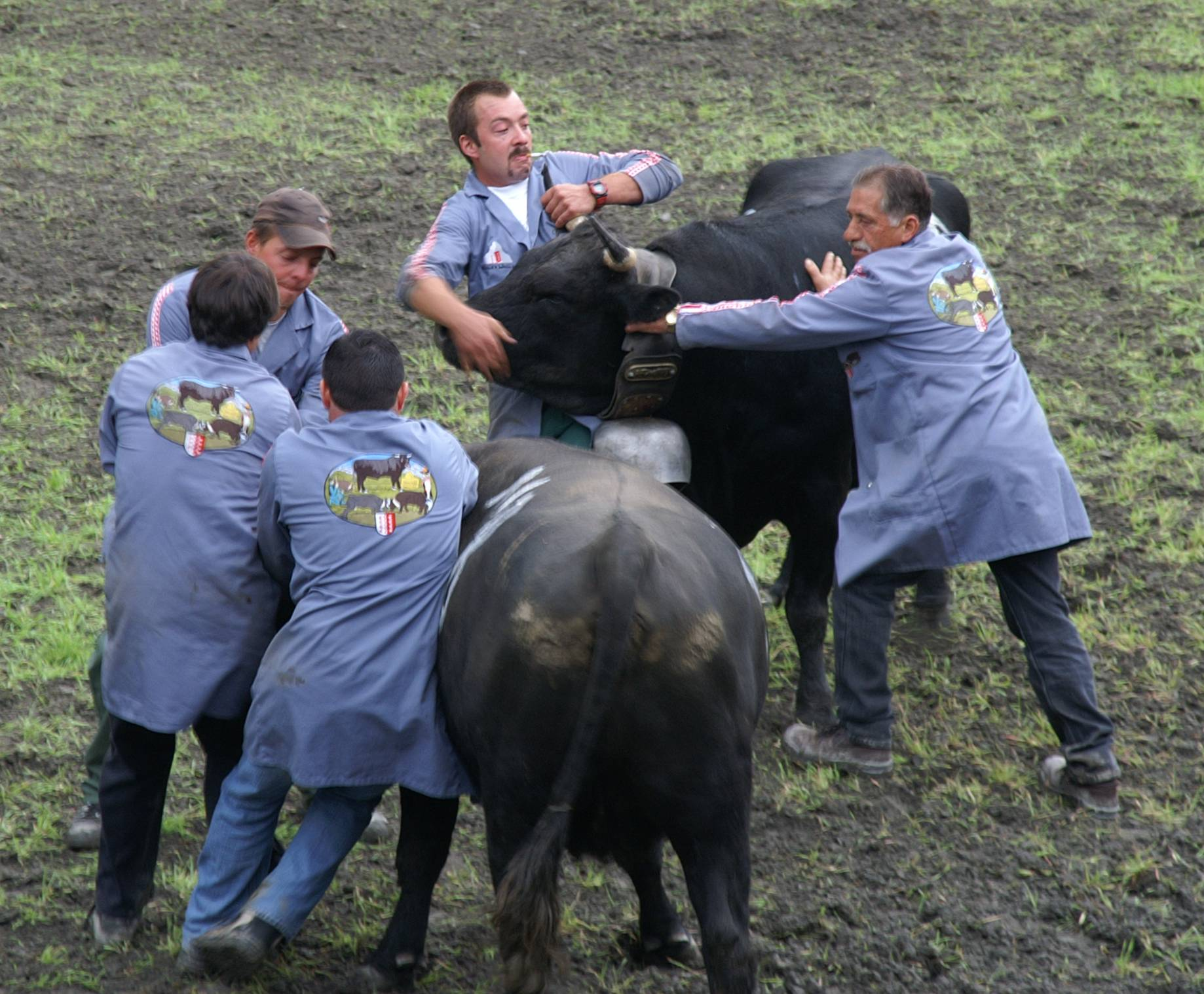
Вихованці стежать за боями та підводять корів ближче. Сила тварин іноді вимагає втручання кількох загонщиків.

Суддівська колегія судить поєдинки і робить оголошення. Для кожної категорії визначаються групи з приблизно десяти корів. Корови в кожній групі змагаються одна проти одної, а найкращі корови проходять далі у змаганнях між собою, щоб визначити королеву категорії. Журі відбирає корів за віковими категоріями. Корови мають номер збоку на спині. Вони стоять голова до голови і штовхають одна одну. Коли одна з двох корів кидає (відмовляється від боротьби), журі виключає її, коли корова здається 3 рази. Потім найкращі корови (ті, що виграли бої ⇒ найсильніші) б'ються одна з одною, як і на початку. Найсильніші залишаються, а найслабші вилітають (вибувають). Корови-переможці отримують дзвіночок.

### Початок боїв
Господарі та корови прибувають на місце бою. Після цього журі закликає корів відв'язати, і власники залишають територію, щоб звільнити місце для «бійчинь». Вони відіграють життєво важливу роль, оскільки стежать за перебігом поєдинків і виводять корів у потрібне місце для змагань. Рефері виконують накази журі, які вимагають, щоб певні корови стали ближче один до одної, щоб почати бій. Вони повинні бути обережними, щоб не бути збитими з ніг борчинями.

### Елімінація
Тварина, яка тричі програє бій, вибуває. Те саме стосується корів, які уникають своїх суперників, відвертаючись або тікаючи від бою. Найкращі корови (від 4 до 6) у кожній групі проходять до фіналу у своїй категорії.
Щоб дізнатися, хто переможиця, можуть знадобитися десятки хвилин. Найдовші бої можуть тривати понад 40 хвилин, а найкоротші - лише кілька секунд. Бійки часто перериваються паузами, під час яких корови дряпають землю або мукають.

### Фінал
- Кантональний гранд-фінал відбувається щороку в Апрозі у Вале (починаючи з випуску 2011 року, ми тепер говоримо про національний фінал, оскільки корови з не-Valais Hérens мають право брати участь).
- У кожній категорії 6 фіналістів із семи районів беруть участь у великому фіналі
- У ньому беруть участь близько 160 корів
- Кілька разів кантональний фінал транслювався в прямому ефірі на першому франкомовному каналі Швейцарії.
- Подивитись матчі приходить понад 12 000 людей

## Травми
Під час бійок корови можуть отримати травми від ударів рогами, але такі випадки трапляються дуже рідко. Більше того, фермерам суворо заборонено підпилювати роги корів. Якщо корова втрачає ріг, вона зобов'язана носити на ньому пов'язку, щоб не поранити іншу корову.

## Положення

### Положення (до 2006 р.)
Королева королев - це титул, отриманий після півфіналу та фіналу. У півфіналі королева 1-ї категорії зустрічається з королевою2-ї категорії. Королева3-ї категорії зустрічається з королевою4-ї категорії. Дві переможниці зустрічаються у фіналі, а дві, що програли, борються за3-тє і4-те місце.

### Нові положення (з 2006 р.)
Порядок проведення півфіналу був змінений у відповідь на прохання заводчиків. Після того, як були визначені королеви в кожній категорії, було проведено жеребкування між чотирма категоріями, щоб встановити порядок поєдинків. Таким чином, королева1-ї категорії може зустрітися з коровою3-ї категорії після жеребкування.

## Категорії

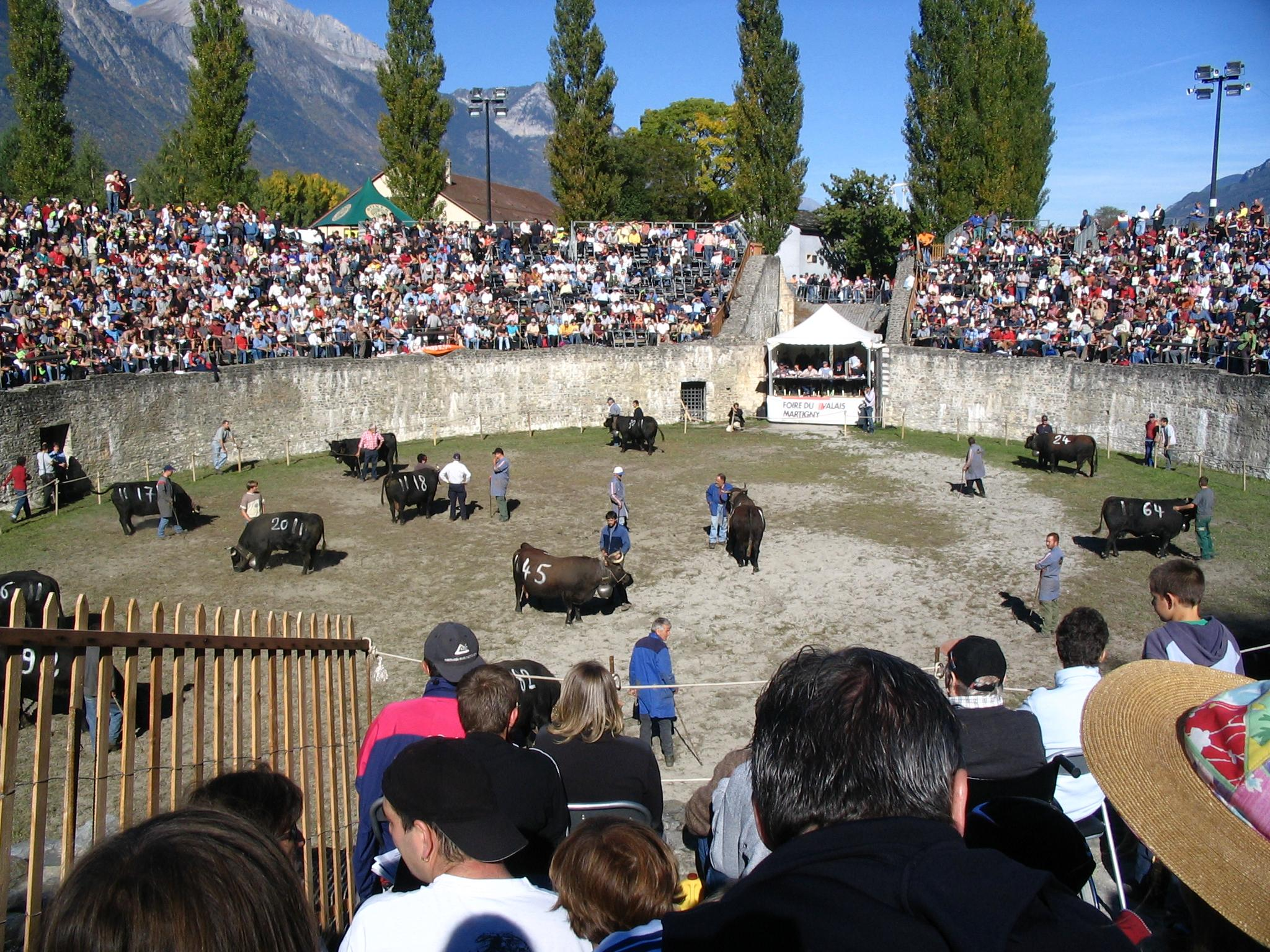
Квінс в амфітеатрі Мартіньї, незадовго до зіткнень у 2005 році.

Три найкращі категорії визначаються на основі ваги всіх учасників, які отелили щонайменше двох телят.
- 1-а категорія: найважча третина (як правило, понад 600 кг)
- 2 категорія: середня третина
- 3-я категорія: найлегша третина
- 4-а категорія: тварини, які дали одне теля ( корови-первістки або «нетелі»)
- 5-а категорія: тварини у віці 2,5 років, які ще не отелилися (нетелі)

## Контроль
Перед боєм роги перевіряють, щоб переконатися, що вони не завдадуть серйозних травм. Різними способами селекціонери поступово формують роги так, щоб вони були спрямовані вперед і мали гарний вигин. Занадто гострі роги можуть пошкодити шкуру корови-суперниці, що не заважає коровам іноді травмувати себе.
По закінченні боїв деяких корів везуть до ветеринара, який проводить тест на допінг та УЗД, щоб визначити, чи здорова тварина.

## Фільмографія
- «Фолос» Рейнів (Франція, 1999), фільм Мішеля Крозаса, виробництво L'Oeil Nu, 51'.
- "Ведетта “ (Франція, 2022), фільм Клодін Боріс та Патріса Шаньяра, виробництво Les films du parotier, 100”.